# Caselle Landi
Caselle Landi – miejscowość i gmina we Włoszech, w regionie Lombardia, w prowincji Lodi.
Według danych na rok 2004 gminę zamieszkiwało 1765 osób, 70,6 os./km².

## Ludzie urodzeni w Caselle Landi
- Giovanni Losi